# The Machinists of Joy

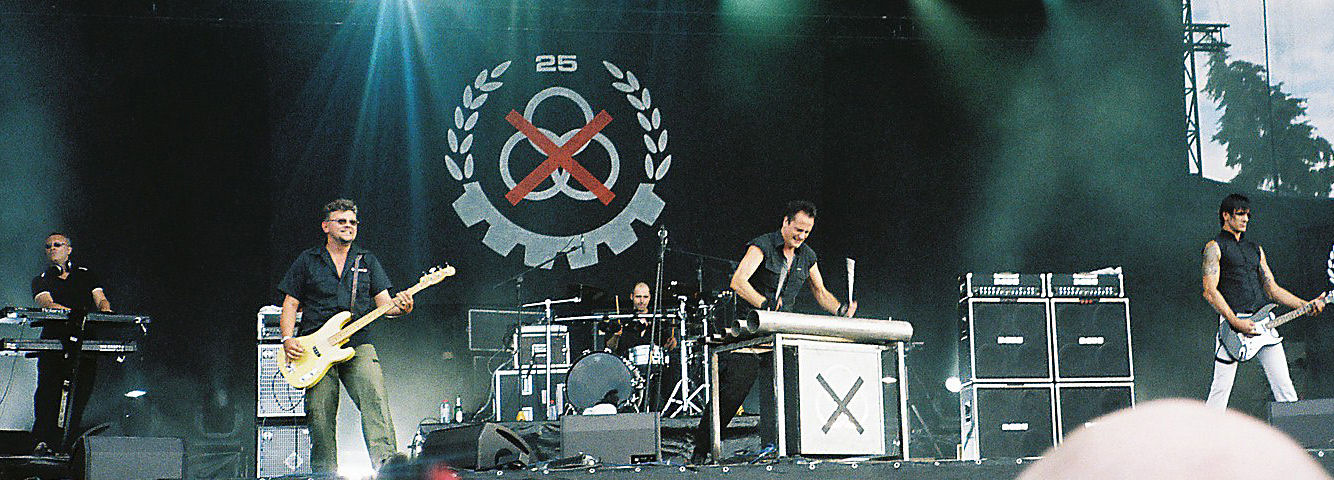
Die Krupps.

Albums de Die Krupps
Paradise Now
(1997) V - Metal Machine Music
(2015)
The Machinists of Joy est le huitième album studio du groupe de metal industriel et d'électro-industriel allemand Die Krupps, sorti en 2013.

## Enregistrement, production et publication
L'album est enregistré en 2013 par Jürgen Engler aux Studios Atom H à Austin au Texas et mixé par Chris Lietz aux Studios Atom H à La Palma,.
Produit par Jürgen Engler et Chris Lietz,, il est publié le 25 octobre 2013 en disque compact (CD) et en disque vinyle long play (LP) en Allemagne par le label Synthetic Symphony (une filiale du groupe SPV GmbH basée à Hanovre) et aux États-Unis par le label Metropolis (un label spécialisé dans des genres musicaux tels que l'électro-industriel, le rock industriel, la synthpop, la futurepop, la darkwave et le gothique),.
La conception de la couverture est assurée par Ralf Dörper et Jürgen Engler, le graphisme est de Sascha Osterland et les photos sont l'œuvre d'Eric Débris (Eric Daugu de son vrai nom), Peter Riese et Jan Peter Genkel (un producteur, pianiste, claviériste, bassiste et guitariste allemand),,,.
La pochette intérieure contient les paroles des chansons.

## Titres
Le nombre de morceaux varie en fonction de l'édition.
L'édition allemande compte 11 morceaux, alors que l'édition américaine en compte 12 (avec le titre Nazis Auf Speed en plus en quatrième position). 
Les éditions en coffret (box) peuvent contenir 16 morceaux plus une vidéo,.
Voici la liste des titres de l'édition allemande :
| No  | Titre                 | Auteur                                     | Durée |
| --- | --------------------- | ------------------------------------------ | ----- |
| 1.  | Blick Zurück Im Zorn  | Jürgen Engler, Ralf Dörper, Marcel Zürcher | 4:11  |
| 2.  | Schmutzfabrik         | Jürgen Engler, Ralf Dörper                 | 4:20  |
| 3.  | Risikofaktor          | Jürgen Engler, Ralf Dörper, Chris Lietz    | 3:35  |
| 4.  | Robo Sapien           | Jürgen Engler, Ralf Dörper, Chris Lietz    | 5:14  |
| 5.  | The Machinist Of Joy  | Jürgen Engler, Ralf Dörper                 | 4:42  |
| 6.  | Essenbeck             | Jürgen Engler, Ralf Dörper, Chris Lietz    | 4:09  |
| 7.  | Im Falschen Land      | Jürgen Engler, Ralf Dörper, Marcel Zürcher | 3:37  |
| 8.  | Part Of The Machine   | Jürgen Engler, Ralf Dörper                 | 4:34  |
| 9.  | Eiskalter Engel       | Jürgen Engler                              | 4:35  |
| 10. | Nocebo                | Jürgen Engler, Ralf Dörper, Marcel Zürcher | 4:13  |
| 11. | Im Schatten Der Ringe | Jürgen Engler, Ralf Dörper                 | 6:35  |

## Musiciens
- Jürgen Engler : chant, claviers, percussions métalliques, guitares
- Ralf Dörper : échantillonneur
- Marcel Zürcher : guitares, claviers